# Medal „Zasłużonym na Polu Chwały”
Medal „Zasłużonym na Polu Chwały” – polskie odznaczenie wojskowe nadawane w latach 1943–1992.
Obok Orderu Krzyża Grunwaldu było to pierwsze odznaczenie PRL, niemające przedwojennych korzeni.

## Zasady nadawania i historia
Medal „Zasłużonym na Polu Chwały” jako odznaczenie wojenne został ustanowiony rozkazem dowódcy 1 Dywizji Piechoty im. Tadeusza Kościuszki gen. bryg. Zygmunta Berlinga. Nie jest znana dokładna data jego ustanowienia, lecz należy przyjąć, że został ustanowiony pod koniec października lub na początku listopada 1943 roku, gdyż jako pierwsi otrzymali medale uczestnicy bitwy pod Lenino, a nadanie odbyło się z okazji obchodów Święta Niepodległości zorganizowanego w jednostkach 1 Korpusu Polskich Sił Zbrojnych w ZSRR w dniu 14 listopada 1943 roku, rozkaz o nadaniu nosił datę 11 listopada 1943 roku. Medal ten został zatwierdzony następnie dekretem Polskiego Komitetu Wyzwolenia Narodowego z dnia 22 grudnia 1944 roku jako medal wojskowy.
Medal ten zgodnie z rozkazem posiadał trzy stopnie: złoty, srebrny i brązowy i był nadawany za czyny odwagi, męstwa i bohaterstwa na froncie w wyjątkowo trudnych sytuacjach wymagających poświęcenia. Dopiero w dniu 12 sierpnia 1944 roku rozkazem gen. Z. Berlinga zatwierdzono regulamin tego medalu, który został opracowany przez kpt. Skuratowicza z Oddziału Personalnego Wojska Polskiego i był on wzorowany na podobnych regulaminach radzieckich. Regulamin ten bardzo szczegółowo opisywał za jakie czyny można go nadać jeżeli chodzi o najwyższy stopień – złoty, a dwa następne już bardziej ogólne. I tak medal złoty można było nadać za:
- zniszczenie w powietrznym boju przez załogę samolotu 2 samolotów wroga
- uruchomienie i wykorzystanie w warunkach bojowych zdobytego na wrogu samolotu
- zniszczenie w boju przez załogę czołgu co najmniej 3 czołgów lub 3 dział pancernych wroga
- zabicie z karabinu (snajperskiego) w warunkach bojowych co najmniej 100 wrogów
- wyniesienie z pola walki co najmniej 50 rannych wraz z ich bronią.

Medal mógł być nadawany wielokrotnie. Mógł być nadawany żołnierzom innych państw, którzy przyczynili się swoją działalnością do zwycięskich działań bojowych w operacjach Wojska Polskiego. W art. 6 dekretu PKWN z dnia 22 grudnia 1944 roku określono, że medal nadawany jest przez Naczelne Dowództwo Wojska Polskiego generałom, oficerom, szeregowym Wojska Polskiego:
- złoty medal – tym, którzy w walce przejawili wysokie bohaterstwo bądź wykazali się wybitnymi czynami męstwa i odwagi
- srebrny medal – tym, którzy przyczynili się swoimi czynami do pomyślnego wykonania zadań swoich jednostek
- brązowy medal – tym, którzy dając dowody dzielności wzorowo wykonali poruczone sobie zadanie, bądź przejawili wytrwałość, inicjatywę lub śmiałość mogące służyć przykładem dla drugich.

Ustawa z 17 lutego 1960 o orderach i odznaczeniach, zastępując dotychczasowe przepisy, nie zawierała szczegółowych kryteriów nadawania medalu, określając jedynie, że jest on odznaczeniem wojennym, stanowiącym nagrodę za zasługi bojowe i dzieli się na trzy stopnie: Złoty, Srebrny i Brązowy.
Po zakończeniu II wojny światowej medal nadawany był przez Prezydium Krajowej Rady Narodowej a następnie Radę Państwa.
Z dniem 23 grudnia 1992 uznano nadawanie Medalu za zakończone, podobnie jak większości orderów i odznaczeń wojennych za dotychczasowe zasługi, a ustanawiająca go ustawa z 1960 utraciła moc i medal ten usunięto z polskiego systemu odznaczeń.

## Odznaka
Pierwszym wzorem odznaki medalu był krążek o średnicy 50 mm z wizerunkiem
Orderu Virtuti Militari z orłem w koronie na tle skrzyżowanych sztandarów: polskiego i radzieckiego. Na rewersie w czworokątnej ramce obramowanej wieńcem z liści dębowych umieszczono napis w sześciu wierszach: ZASŁUŻONYM / NA POLU / CHWAŁY / 12 – 13 X / 1943 / LENINO. Wersja ta była wykonana w radzieckiej Mennicy Państwowej w Moskwie. Taka też wersja została potwierdzona w dekrecie PKWN. Lecz już pod koniec 1945 roku pojawiły się nowa wersja medalu, która na awersie miała order „Virtuti Militari” z orłem bez korony, nie ma także sztandarów, natomiast na rewersie jest napis w czterech wierszach: ZASŁUŻONYM / NA POLU / CHWAŁY / 1944. Wersja tego typu była produkowana w Warszawie w Zakładach Przemysłowych Bronisława Grabskiego będącego pod zarządem państwowym – które to zakłady produkowały ordery i medale do czasu uruchomienia produkcji w Mennicy Państwowej w Warszawie. Medal początkowo był wyrabiany ze srebra, a następnie z innych metali kolorowych.
Uchwała Rady Państwa z 1960, a następnie z 1977 określiła jako odznakę medalu okrągły, złocony, srebrzony lub patynowany na brązowo medal o średnicy 40 mm. Na awersie znajdował się wizerunek Orderu Virtuti Militari na tle skrzyżowanych flag państwowych polskiej i radzieckiej; na rewersie, w czworobocznej ramce wysokości 24 mm i szerokości 20 mm, obramowanej wieńcem z liści dębowych, sześciowierszowy napis: "ZASŁUŻONYM NA POLU CHWAŁY 12–13 X 1943 LENINO". Określono jednak, że odznaką Medalu "Zasłużonym na Polu Chwały" jest również medal bez flag na awersie i z czterowierszowym napisem na odwrotnej stronie: "ZASŁUŻONYM NA POLU CHWAŁY 1944".
Medal był zawieszony na czarnej wstążce z dwoma szerokimi niebieskimi paskami po bokach – barwy orderu Virtuti Militari w odwróconej kolejności (od 1960 sprecyzowanej jako czarna wstążka szerokości 42 mm, z ciemnoniebieskimi paskami szerokości 10 mm po bokach). Baretka medalu miała w środku: złoty pasek – dla medalu złotego, srebrny – dla medalu srebrnego, natomiast paska nie było przy medalu brązowym. Ponieważ medal w poszczególnych klasach mógł być nadawany wielokrotnie – kolejne nadania odróżniano przez nałożenie na wstążkę polerowanych okuć w kształcie listewek o szerokości 5 mm odpowiedniego koloru w zależności od stopnia medalu (złoty, srebrny, brązowy).

## Starszeństwo
Do 1990 roku złoty medal był noszony za Złotym Krzyżem Zasługi i Krzyżem Walecznych, srebrny – po Srebrnym Krzyżu Zasługi, brązowy – po Brązowym Krzyżu Zasługi. W roku 1990 uchwalono Krzyż za udział w Wojnie 1918–1921, który w starszeństwie zajął miejsce przed Złotym Medalem Zasłużonym na Polu Chwały.
| Starszeństwo |                 | Okres "PRL" (1946–1992)                                         |
| ------------ | --------------- | --------------------------------------------------------------- |
| 1. stopień   | powyżej poniżej | Krzyż za udział w Wojnie 1918–1921 27 miejsce Krzyż Partyzancki |
| 2. stopień   | powyżej poniżej | Srebrny Krzyż Zasługi 32 miejsce Brązowy Krzyż Zasługi          |
| 3. stopień   | powyżej poniżej | Brązowy Krzyż Zasługi 34 miejsce Medal 30-lecia Polski Ludowej  |

## Odznaczeni
Za udział w bitwie pod Lenino nadano 193 medale (w tym 8 złotych, 68 srebrnych i 117 brązowych), do końca 1945 roku nadano 57 063 medali (w tym 36 złotych, 16 656 srebrnych i 40 371 brązowych).
Według danych Biura Odznaczeń Państwowych Kancelarii Rady Państwa oraz Biura Odznaczeń Kancelarii Prezydenta RP do końca 1987 roku nadano łącznie 111 386 medali (w tym 38 złotych, 35 745 srebrnych i 75 603 brązowych).